# Оклопни транспортер М-60
М-60 је оклопни транспортер развијен и произведен у бившој Југославији крајем педесетих и почетком шездесетих година прошлог века.

## Развој
ОТ М-60 је био прво оклопно возило серијски произвођено у СФРЈ. Развој је започео 1956. године. Возило је било оригиналне конструкције, концепцијски засновано на америчком моделу М-59, родоначелнику серије М-113 и аустријском „Сауреру 4К 4ФА“. Први прототип је произведен у јуну 1958. Све до почетка серијске производње, носило је тајну ознаку Објекат М-590. Серијска производња је започела 1962. и М-60 је јавно приказан на војној паради за Дан победе исте године.
Тактичко-техничке карактеристике и квалитет израде нису задовољиле захтеве ЈНА, па је у ФАМОС-у почео развој унапређеног модела који је уведен у производњу 1970. Нови модел је добио ознаку ОТ М-60П (побољшани). Године 1973, развијена је противоклопна верзија са два бестрзајна топа М-60. Током серијске производње од 1962. до 1979, произведено је око 790 комада овог транспортера, од којих је 190 примерака извезено у Ирак.
Са развојем совјетског БМП-1, читав концепт оклопног транспортера постаје застарео и командне структуре ЈНА крајем шездесетих доносе одлуку о напуштању даљег развоја оклопног транспортера и прелазак на нови концепт борбеног возила пешадије.

## Опис
ОТ М-60 је наоружан тешким митраљезом калибра 12,7 mm за дејства на циљеве у ваздуху и на земљи и спрегнутим митраљезом М53 калибра 7,92 mm.
Возач је смештен са леве стране возила, сувозач седи са његове десне стране и рукује пушкомитраљезом, командир седи иза возача, док митраљезац седи иза сувозача у куполи и рукује тешким митраљезом са радијусом кретања од 360° смештеним на носачу изнад куполе. Троножац са десне стране омогућава коришћење тешког митраљеза за дејства по циљевима на тлу. На крову возила се налазе три отвора за његово напуштање.
Десет војника се смешта се на подужне клупе на задњој страни возила, одакле може да дејствује личним наоружањем кроз три бочна отвора са сваке стране, а возило напушта кроз двокрилна врата смештена на задњем крају.
Возило савладава вертикалне препреке до висине од 0,6 m и ровове ширине до 2 m, успоне до 60%, бочне нагибе до 40% и водене препреке до дубине 1,35 m брзином од 8 km/h.

## Борбена употреба
ОТ М-60 је учествовао у свим сукобима на територији бивше Југославије. Возило се показало као релативно поуздано, али су у борбеним условима дошли до изражаја битни недостаци као што су слаба покретљивост, слаба оклопна заштита, недовољна ватрена моћ и мала брзина. Уништавало га је практично било које противоклопно средство.
Имајући у виду ове очигледне недостатке, коришћен је претежно за превоз хране и муниције до борбене линије, као и за евакуацију пешадије и рањеника.

## Значај
У време свог настанка, ОТ М-60 је по техничко - тактичким карактеристикама био сличан већини оклопних возила која су се могла наћи у већини армија света. И поред очигледних недостатака, представља важну прекретницу у развоју индустрије наоружања и има изузетно значајну улогу у развоју оклопних возила у бившој Југославији.

## Варијанте
- ОТ М-60 - први серијски модел
- ОТ М-60П - унапређени модел
- ОТ М-60ПБ - противтенковски модел са два бестрзајна топа М-60 калибра 82
- ОТ М-60ПK - командно возило батаљона